# 旺舒克
旺舒克（？—1662年），喀尔喀蒙古札萨克图汗部的汗，弼什哷图汗的儿子。
1659年，弼什哷图汗诺尔布卒，子旺舒克袭，仍号扎萨克图汗。其弟衮布扎克冰图阿海自称浩塔拉汗，1662年，被额磷沁罗卜藏所杀。1662年，额磷沁罗卜藏以私怨袭杀旺舒克，奔就厄鲁特。其叔父衮布伊勒登南下避难归顺清廷，後封喀尔喀左翼旗扎萨克贝勒，属昭乌达盟。1666年，旺舒克弟成衮没有立旺舒克的儿子，而是在准噶尔部僧格的支持下，继承札萨克图汗。1670年，康熙帝命成衮袭扎萨克图汗号。